# Šapinuwa
Koordinaten: 40° 15′ 10″ N, 35° 14′ 15″ O

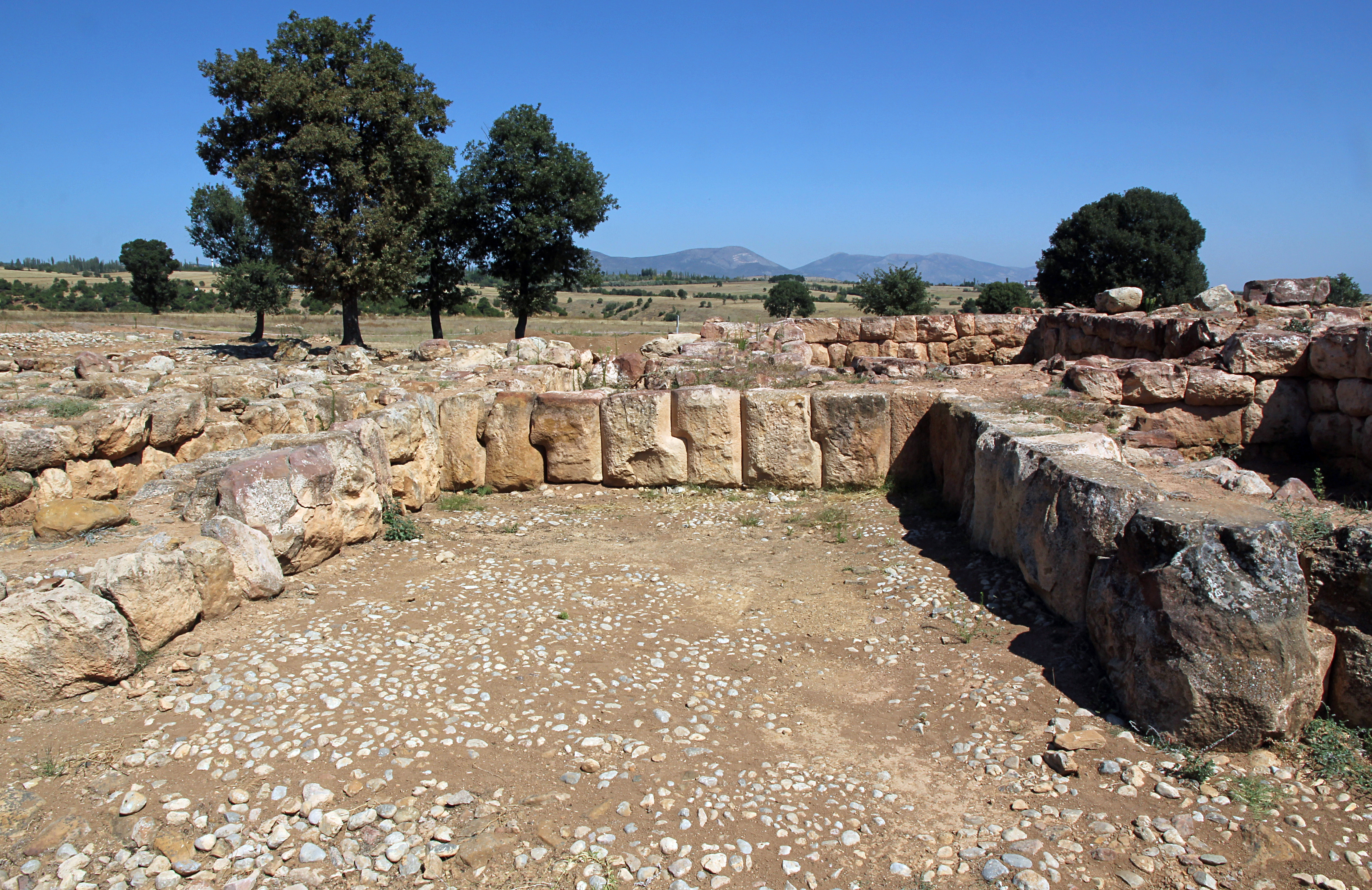
Gebäude A von Südwesten

Šapinuwa (hethitisch: URUša-pí-nu-wa; hurritisches Ethnikon: šapinuwa=ḫi) war eine hethitische Residenzstadt im nördlichen Anatolien. Sie liegt etwa zwei Kilometer südwestlich von Ortaköy im gleichnamigen Landkreis der türkischen Provinz Çorum. Die Lokalisierung der hethitischen Stadt ist anhand der gefundenen Keilschrifttafeln gesichert.

## Lage

Šapinuwa und andere hethitische Städte und Landschaften

Die Stadt liegt an der Route, die von der hethitischen Hauptstadt Ḫattuša im Westen durch die Ebene von Sungurlu/Alacahöyük nach Osten durch das Flusstal des Kelkit Çayı in den Kaukasus führt. Damit nahm sie eine strategisch bedeutende Position ein. Sie erstreckt sich in einem Seitental des Flusses Çekerek Çayı über flache Terrassen auf einer Fläche von neun Quadratkilometern.

## Beschreibung

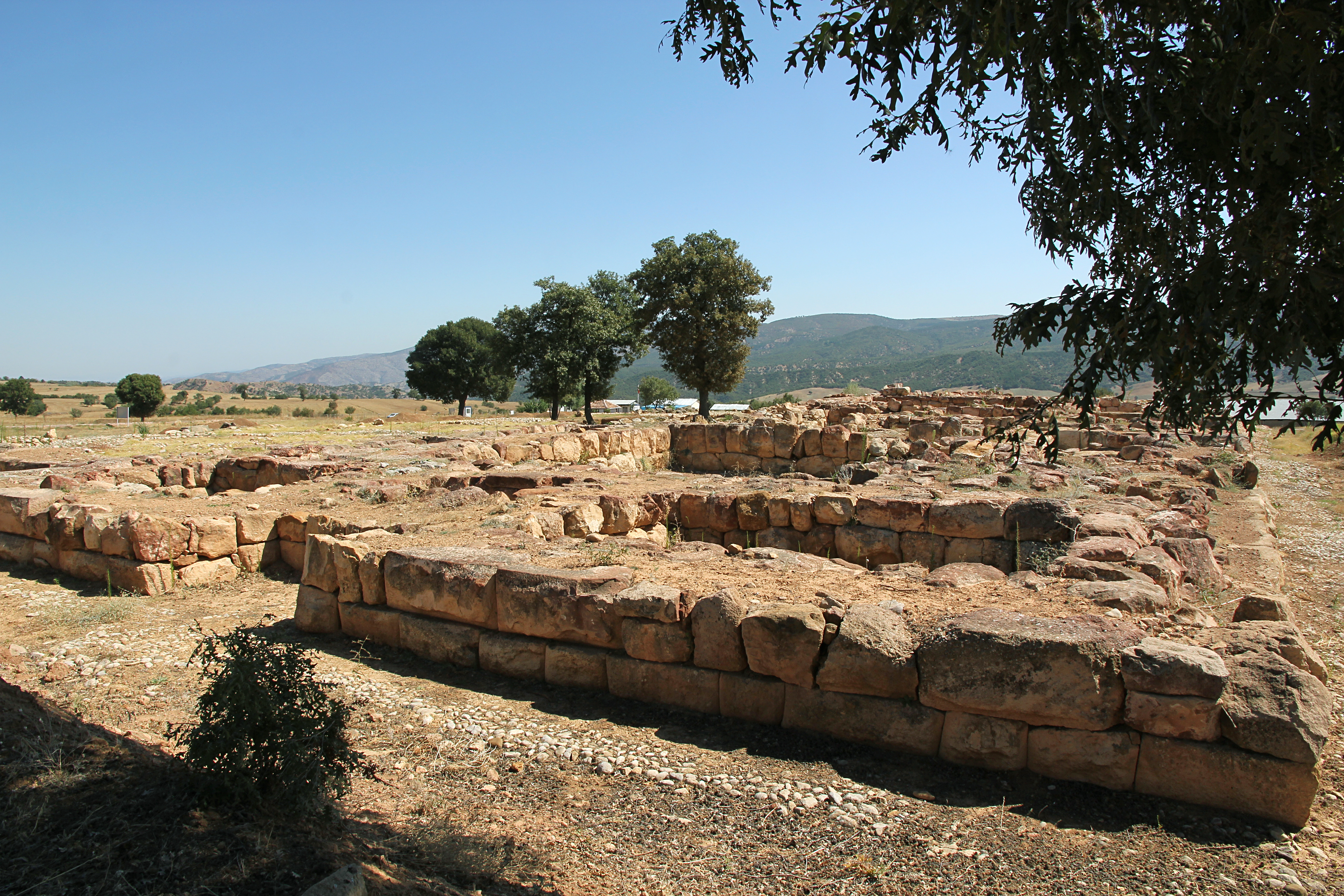
Gebäude A von Nordwesten

Šapinuwa wird seit 1990 von einem Team der Universität Ankara unter der Leitung von Aygül und Mustafa Süel ausgegraben. Das erste ergrabene Bauwerk wird als Gebäude A bezeichnet. Es ist rechteckig und hat eine Grundfläche von 2500 m². Die Grundmauern bestehen aus zyklopischen Blöcken von Kalk- und Sandstein in einer Höhe und Stärke von etwa zwei Metern, darüber schlossen sich Lehmziegelmauern an. Aus den Mengen von gefundenem Schutt kann geschlossen werden, dass das monumentale Gebäude mindestens zwei obere Stockwerke hatte. In den Decken wurde Zedernholz vom Berg Karadağ nahe Ortaköy verwendet, der als der hethitische Berg Šakaddunuwa identifiziert werden kann. Der Grundriss ist von Südosten nach Nordwesten ausgerichtet, im Norden schließen sich weitere Gebäude an, möglicherweise Wirtschaftsräume. Ein doppelwandiger Schutzwall umgibt das Bauwerk. Das Gebäude wurde durch einen Brand vollkommen zerstört, danach wurde der gesamte Ort aufgegeben. Im Brandschutt der oberen Stockwerke wurden über 4000 Fragmente von Keilschrifttafeln gefunden, die bisher aber nur zu einem Bruchteil veröffentlicht wurden.

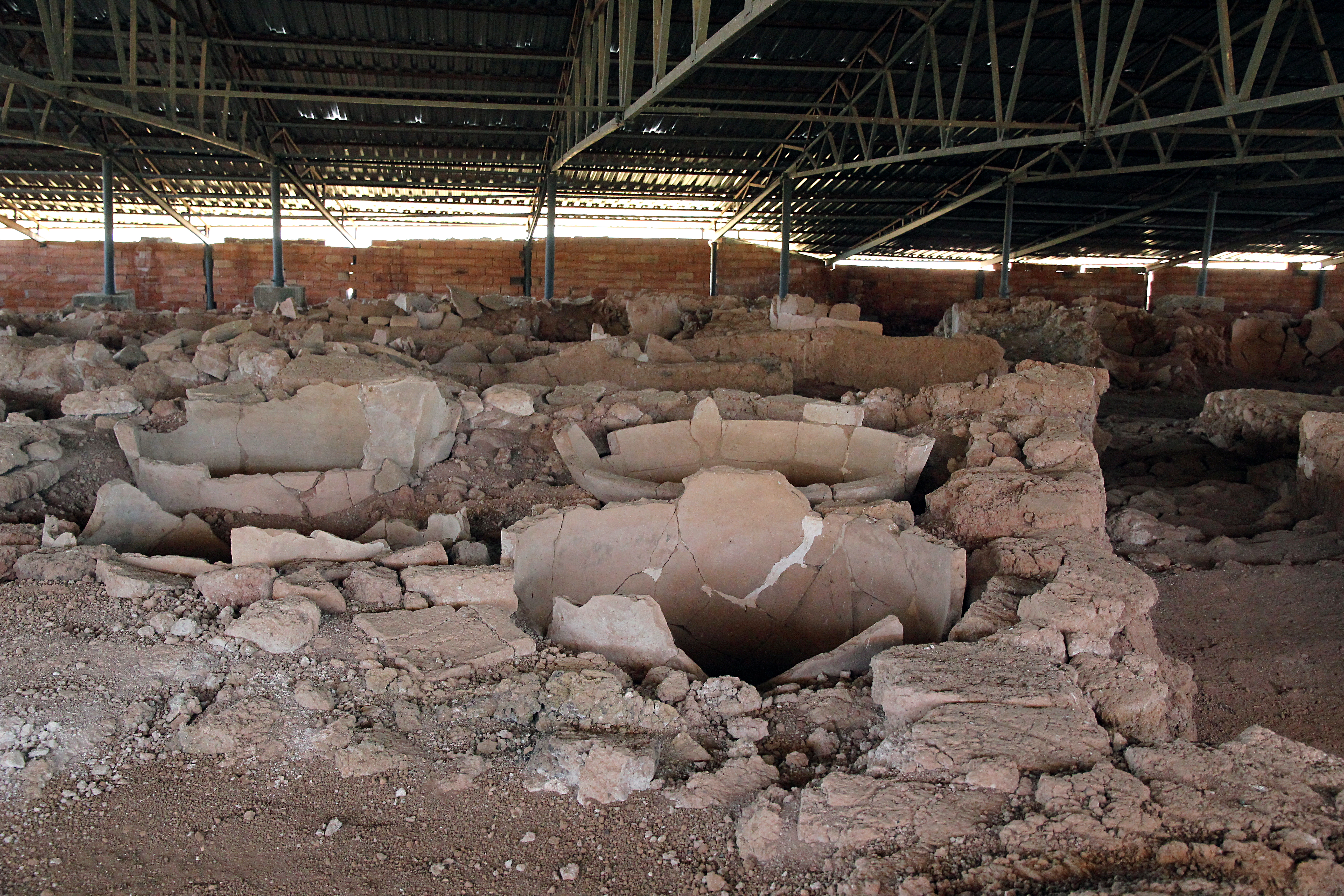
Pithoi in Gebäude B

Bei einer weiteren Grabung 1994 kam 160 Meter südöstlich davon das etwa 25 × 40 Meter große Gebäude B zutage. Auf den Grundmauern aus sorgfältig bearbeiteten Steinblöcken wurden hier 1,10 Meter dicke Lehmziegelwände mit einer 2–3 Zentimeter dicken Putzschicht gefunden. Im Inneren des Baues kamen etwa 40 Pithoi zum Vorschein. Sie dienten als Vorratsgefäße für Lebensmittel verschiedener Art. Gebäude B hatte mindestens ein Obergeschoss.

## Funde

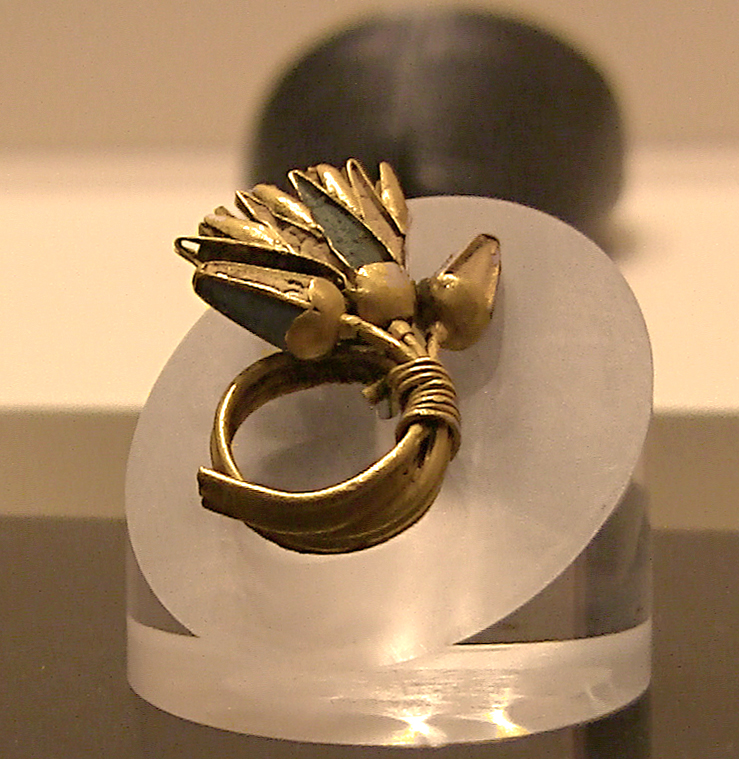
Goldbrosche aus Šapinuwa im Museum Çorum

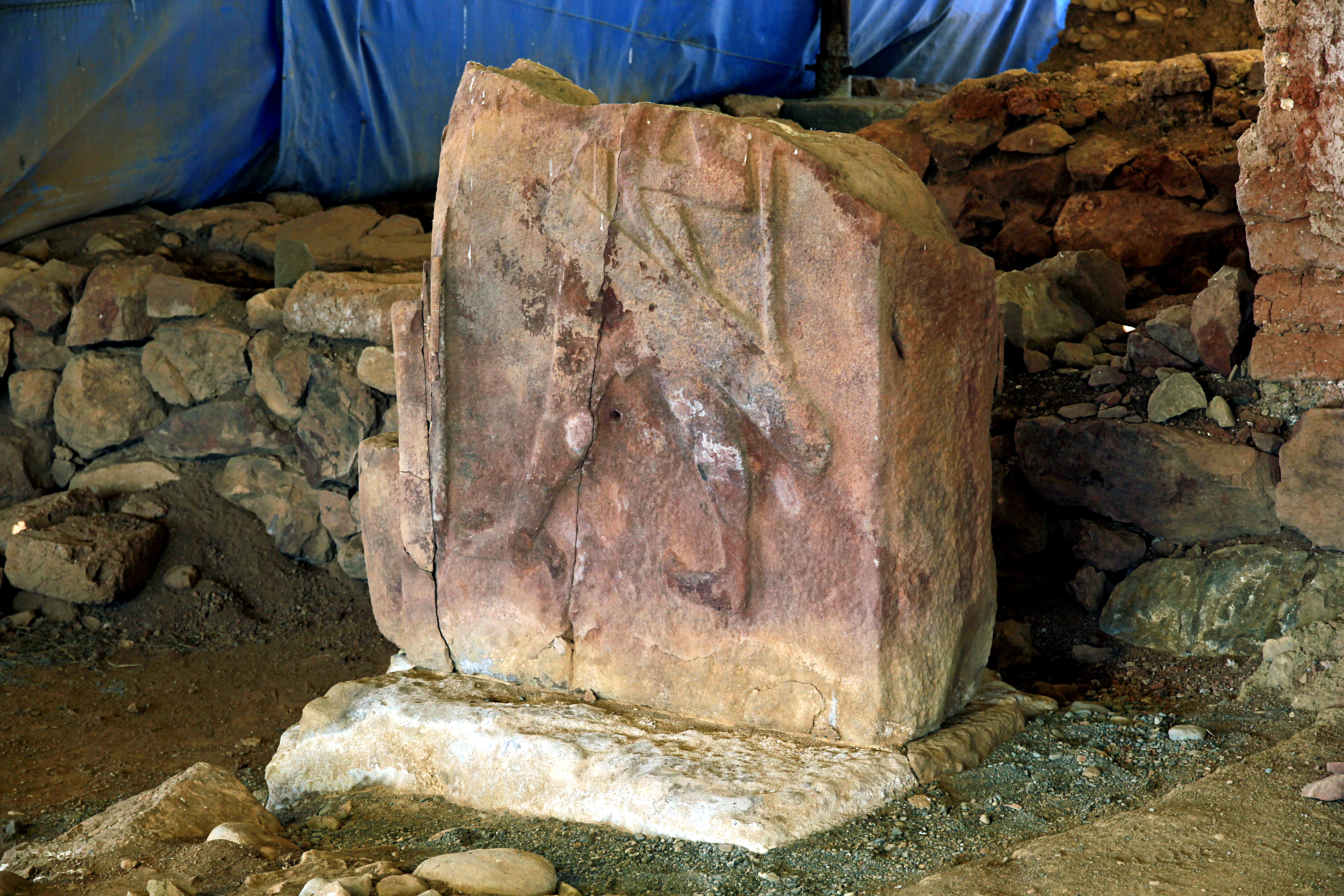
Kriegerrelief in Gebäude D

Von den in Gebäude A gefundenen Keilschrifttafeln sind etwa zwei Drittel in hethitischer Sprache abgefasst, ein kleinerer Teil in Hurritisch, der Rest ist Akkadisch oder zweisprachig Hethitisch-Hurritisch, Hethitisch-Akkadisch oder Hethitisch-Hattisch. Bei den meisten handelt es sich um Briefe, aber auch um Texte religiöser Natur, Omentexte und Listen. Da ein beträchtlicher Teil der Briefe, neben hohen Beamten, den Großkönig oder die Königin als Adressat oder Absender hat, kann angenommen werden, dass Šapinuwa eine Residenzstadt war. Die hurritischen Texte sind überwiegend religiösen Inhalts und beziehen sich vorwiegend auf das itkalzi-Ritual, ein Reinigungsritual. Aufgrund der zahlreichen in den Texten vorkommenden Namen, die ebenso in Texten aus Maşat Höyük nachgewiesen sind, datieren die Ausgräber die Stadt auf das 14. Jahrhundert v. Chr. in der Zeit des hethitischen Großreichs.
Ebenso wurden zahlreich Kleinfunde ergraben, darunter Keramik, Siegel, Pfeilspitzen, Äxte und andere metallene Kleinfunde. Sie sind im Archäologischen Museum von Çorum ausgestellt. In Gebäude D, südlich von B, kam das Relief eines Kriegers zutage.
Nach einem Keilschrifttext aus Boğazköy über die Anlieferung von Tongefäßen, vielleicht zu Kultzwecken (KUB 25.28 i 1-10), lag die Stadt etwa 100 km von Ḫattuša entfernt, wenn man eine durchschnittliche Tagesleistung eines Transportkarrens von 30–35 km ansetzt. Der hier verehrte hurritische Wettergott (hurritisch Teššub Šapinuwa=ḫi) wird unter anderem in dem Šuppiluliuma-Šattiwaza Vertrag (KBo 1.3) erwähnt.